# Geografía de Armenia

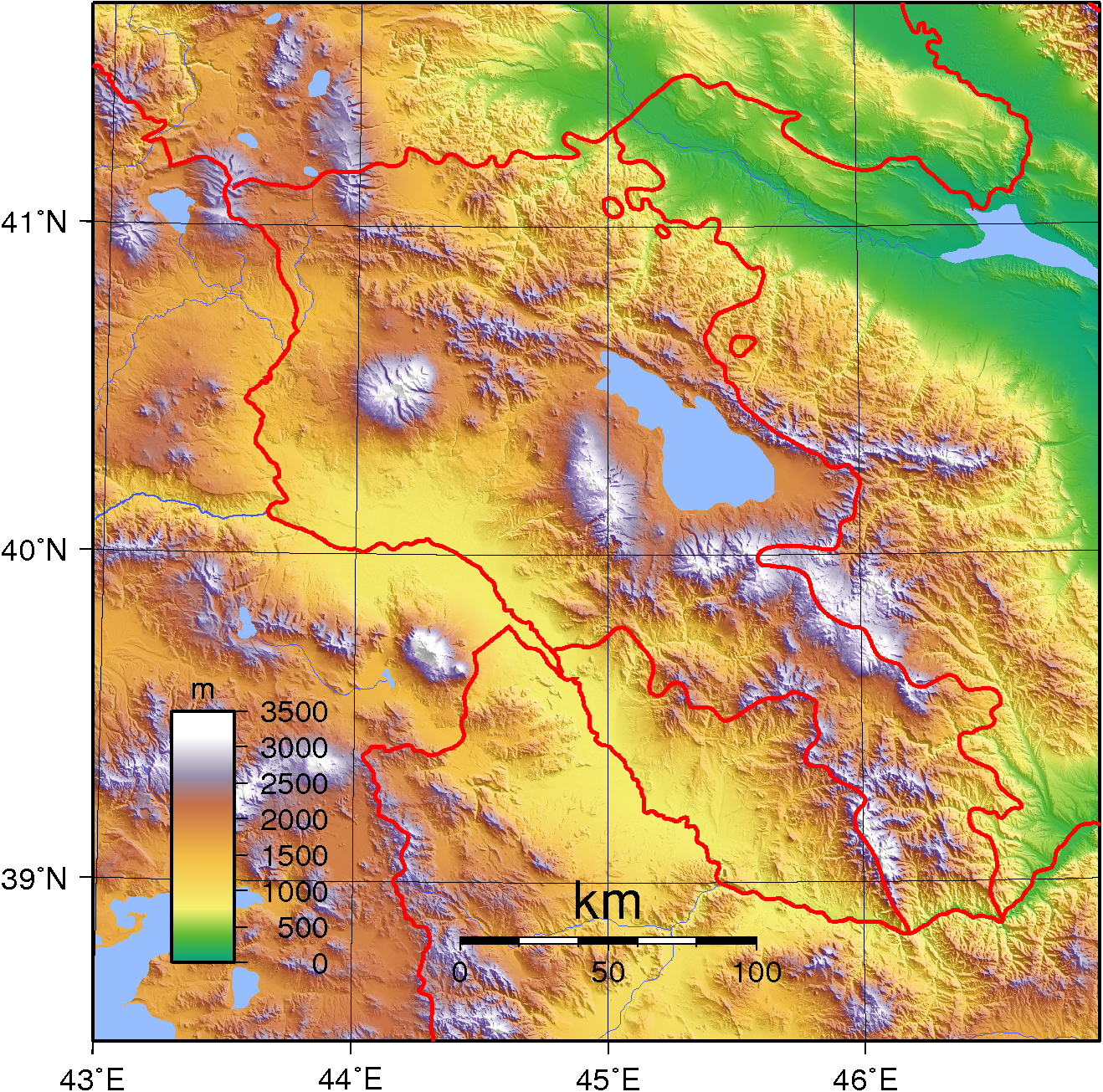
Topografía de Armenia.

Armenia (nombre local, Hayastani Hanrapetut'yun) es un estado en Europa del Este al este de Turquía. Es un país sin salida al mar situado entre los mares Negro y Caspio. Limita al norte y al este con Georgia y Azerbaiyán, y al sur y al oeste con Irán y Turquía.

## Geografía física
Armenia está situada en la Transcaucasia, la zona al suroeste de Rusia, entre el mar Negro y el mar Caspio. Se encuentra entre las mesetas de Irán y de Asia Menor, el mar Negro y las llanuras de Transcaucasia y Mesopotamia. La Armenia moderna ocupa parte de la Armenia histórica, cuyo centro estaba en el valle del río Araks y la región alrededor del Lago Van en Turquía. Armenia limita al norte con Georgia, al este con Azerbaiyán, al suroeste con la República autónoma de Najicheván, al sur con Irán y al oeste con Turquía.

### Relieve
El terreno armenio es principalmente montañoso. Hace veinticinco millones de años, una agitación geológica empujó la corteza terrestre para formar la meseta armenia, creando así la compleja topografía de Armenia. La cadena montañosa del Cáucaso Sur se extiende desde el norte del país, siguiendo hacia el sureste entre el Lago Sevan y Azerbaiyán, pasando luego por la frontera armenio-azerbaiyana hasta Irán. Así situada, las montañas hacen que el viaje norte-sur y sur-norte sea muy dificultoso. El proceso geológico continua hoy día, con terremotos devastadores. En diciembre de 1988, la segunda ciudad más grande del país, Lininakan (hoy día Gyumri), sufrió serios daños a causa de un terremoto que mató a más de 25 000 personas.
Aproximadamente la mitad de los 29.800 kilómetros cuadrados de la superficie armenia tiene una altitud de 2000 metros o más y tan sólo un 3% del área del país está por debajo de 650 metros. Los sitios de menor elevación se encuentran en los valles de los ríos Araks y Debet, al norte del país, con altitudes de 380 y 430 metros respectivamente. La altitud en el Cáucaso Sur varía entre 2.640 y 3.280 metros. Al suroeste de esa cordillera, se encuentra la meseta armenia, la cual está salpicada de pequeñas sierras y volcanes inactivos. El mayor de estos, el Aragats, de 4.095 metros de altitud, es también el punto más alto del país. La mayor parte de la población vive en la zona oeste y noroeste del país, donde se encuentran las dos mayores ciudades: la capital Ereván y Gyumri.

### Ríos y lagos
Los ríos son cortos y rápidos. Entre los ríos del país hay que mencionar el Araks y el Debet en el extremo norte. Los valles de los ríos Debet y Akstafa forman las principales rutas hacia Armenia desde el norte conforme pasa a través de las montañas. 
El lago Sevan, de 72,5 km en el punto más ancho y 376 km de largo, es con diferencia el lago mayor. Queda a 2.070 m s. n. m. en la meseta. El terreno es de lo más abrupto en el extremo sureste, que es drenado por el río Bargushat, y más moderado en el valle del Araks en el extremo suroeste. La mayor parte de Armenia es tá recorrido por el Araks o sus afluentes, el Hrazdan, que fluye desde el lago Sevan. El Araks forma la mayor parte de la frontera armenia con Turquía e Irán mientras que las montañas Zangezur forman la frontera entre la provincia meridional de Armenia de Syunik y la vecina república autónoma de Najicheván azerbaiyana.

### Clima
El clima es continental de altura: veranos calurosos e inviernos fríos. Las formaciones montañosas bloquean las influencias moderadoras del mediterráneo y del mar Negro, lo que crea una gran diferencia climática entre estaciones: los veranos son calurosos (+40/42 °C) y los inviernos fríos (-15/20 °C).
La temperatura varía entre los 22° y los 36 °C. Depende, generalmente, de la altitud. En las llanuras, los inviernos son largos y severos y los veranos, cortos (van de junio a mediados de septiembre) y calurosos. La primavera es corta y los otoños largos. En las montañas, el clima es más fresco y las condiciones son mucho más extremas en el invierno. En la meseta armenia, la temperatura media en invierno es de 0 °C , mientras que la media en verano excede los 25 °C. Los inviernos son muy fríos con bastante nieve y temperaturas que varían entre los -10° y -5 °C. La temperatura media para el mes de enero es de -11,6 °C, y la del mes de junio, de 13,5 °C. Los deportes de invierno tienen éxito en invierno, como la práctica del esquí en las colinas de Tsajkadzor, que se encuentran a 30 minutos de Ereván. 
Es un clima seco, lo que atenúa el efecto de las altas temperaturas. La brisa de la tarde, proveniente de las montañas, proporciona un bienvenido frescor. Las precipitaciones medias anuales son 443 mm, pero varían mucho de una zona a otra. Van desde los 250 mm por año en el valle del río Aras, la zona más árida del país, hasta 800 mm en los puntos más altos del país. 
A pesar de la dureza del invierno en la mayoría del país, la fertilidad del suelo volcánico de la meseta, hizo de Armenia uno de los primeros sitios del mundo con agricultura.
|                      | Ene. | Feb. | Mar. | Abr. | Mayo | Jun. | Jul. | Ago. | Sep. | Oct. | Nov. | Dic. | Año  |
| T° max (media) [°C]  | -2   | 1    | 10   | 19   | 24   | 31   | 34   | 33   | 28   | 21   | 10   | 3    | 17,7 |
| T° min (media) [°C]  | -9   | -8   | -1   | 6    | 10   | 14   | 17   | 18   | 13   | 7    | 1    | -3   | 5,4  |
| Precipitaciones [mm] | 23   | 25   | 28   | 48   | 53   | 23   | 15   | 8    | 13   | 23   | 31   | 28   | 318  |

Fuente: (en inglés) BBC Weather

### Medio ambiente

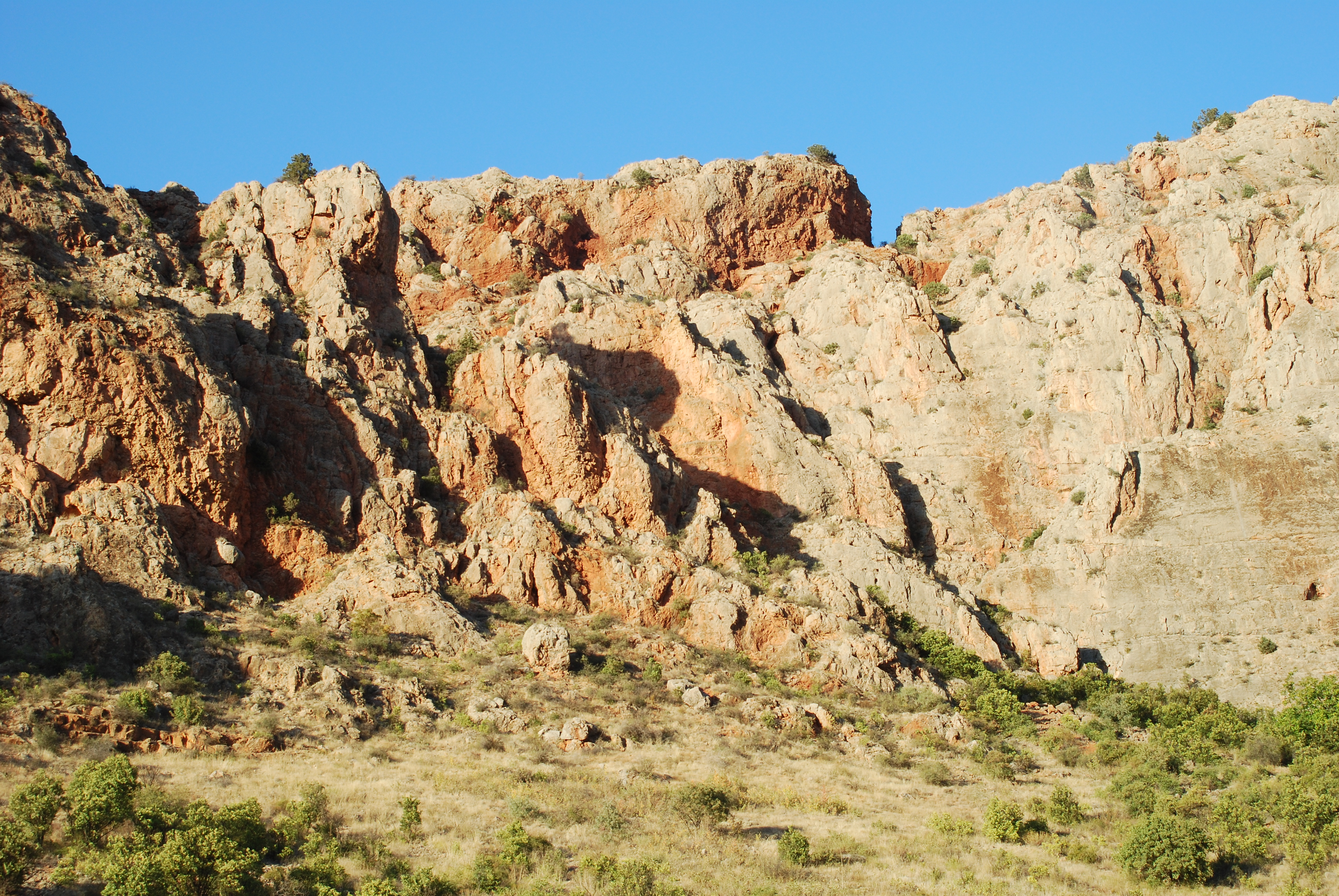
Paisaje de la provincia de Vayots' Dzor, cerca del monasterio de Noravank.

La vegetación es típicamente esteparia. Escasean los bosques. Armenia es un país montañoso, repartido entre los biomas de bosque templado de frondosas, al este, incluido en la ecorregión denominada bosque mixto del Cáucaso; y pradera, al oeste, que corresponde a la estepa montana de Anatolia oriental.
492.239 hectáreas están protegidas como humedales de importancia internacional al amparo del Convenio de Ramsar, en dos Ramsar: el lago Arpi y el lago Sevan. Tiene dos parques nacionales: Dilijan y Sevan.
Los riesgos naturales del país son terremotos severos ocasionalmente y sequías. Han abundado en la historia de Armenia los terremotos. En diciembre de 1988, la segunda ciudad más grande en la república, Leninakan (hoy Gyumri), resultó seriamente dañada por un gran movimiento sísmico que mató a más de 25 000 personas.
Los problemas medioambientales son la contaminación del suelo por productos tóxicos como el DDT; la crisis energéticas de los años 1990 llevaron a la deforestación cuando los ciudadanos los recorrieron en busca de leña. Un bloqueo de las comunicaciones, llevado a cabo por Turquía debido al conflicto con Azerbaiyán, ha resultado en un proceso de deforestación. También están contaminados los ríos Hrazdan (Razdan) y Aras; se ha secado del Sevana Lich (lago Sevan), resultado de usarlo como fuente de energía hidroeléctrica, amenaza las reservas de agua potable y, finalmente, la puesta en marcha de nuevo de la central nuclear de Metsamor a pesar de su ubicación en una zona activa semisísmica.
Armenia está intentando resolver sus problemas medioambientales. Se ha introducido un Ministerio de Protección de la Naturaleza, a la vez que se han puesto impuestos por contaminación del aire y del agua, así como de generación de residuos tóxicos sólidos, cuyas recaudaciones se usan para llevar a cabo proyectos de protección y recuperación ambiental. El gobierno armenio está planeando cerrar la única planta de energía nuclear del país, que data de la época soviética, tan pronto como se consigan explotar fuentes de energía alternativas.

## Geografía humana
La población es de 2.967.004 (est. julio de 2009). Los grupos étnicos son: armenios 97,9%, yesidíes (kurdos) 1,3%, rusos 0,5%, otros 0,3%. Religiones: apostólica armenia 94,7%, otros cristianos 4%, yesidíes (monoteístas con elementos de veneración a la naturaleza) 1,3%. Idiomas: armenio 97,7%, yesidí 1%, ruso 0,9%, otros 0,4% (censo de 2001) 
La capital es Ereván. Otras ciudades importantes, por número de habitantes, Gyumri, Vanadzor, Vagharshapat y Hrazdan.
Armenia está dividida administrativamente en 11 provincias, (marzer, singular - marz): Aragatsotn, Ararat, Armavir, Geghark'unik', Kotayk', Lorri, Shirak, Syunik', Tavush, Vayots' Dzor y Ereván.

## Geografía económica
El subsuelo es rico en minerales como oro, plata, cobre, hierro y sal.

## Áreas protegidas de Armenia

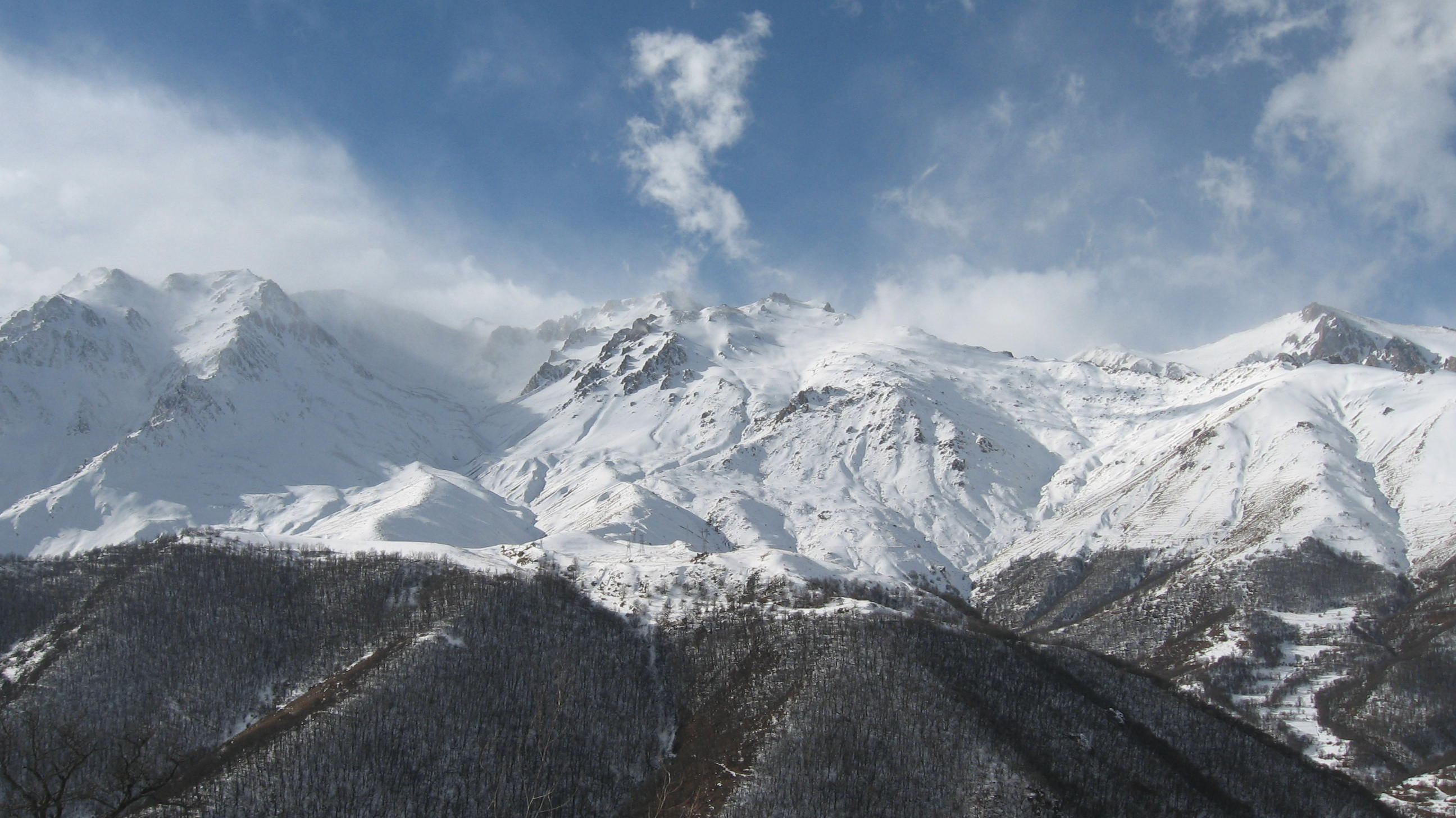
Parque nacional Arevik y montañas Meghri en invierno

Según la IUCN, en 2023, había en Armenia 38 áreas protegidas que cubren 7327 km², el 24,68 por ciento del territorio. De estas, 4 son parques nacionales, 27 son santuarios de la naturaleza, 3 son reservas estatales y 3 son sitios Ramsar.
- Parque nacional Dilijan
- Parque nacional Sevan
- Parque nacional del Lago Arpi
- Parque nacional Arevik